# My broken souvenirs
My broken souvenirs is een single van Pussycat. Het is afkomstig van hun album Souvenirs. Het was na Mississippi, Georgie en Smile hun vierde top 10-hit. Het nummer was wederom geschreven door Werner Theunissen en werd voorzien van een arrangement door Paul Natte. Het nummer verscheen op hun tweede elpee Souvenirs (1977).
Het werd wel een hit, maar niet dankzij platenlabel Bovema. Deze promootte meer Lay back in the arms of someone van Smokie in plaats van het binnenlands product. De baas van Bovema EMI corrigeerde dat en Pussycat kreeg uiteindelijk toch een hoge notering.
Het nummer kent een Deense cover van Grethe Ingmann onder de titel En lille souvenir (1977). Verder verscheen er van Die fidelen Limburger nog een versie onder de titel My Broken Souvenirs - Shadows Are Falling on My Heart (1978). Pussycat bracht zelf in 1977 ook nog een Duitse versie uit op een single met de titel Abschiedssouvenir.

## Hitnotering
Mississippi en Smile scoorden wel in het Verenigd Koninkrijk, maar daar bleef het bij.

### Nederland en België
Nederlandse Top 40
My broken souvenirs was een Alarmschijf in 1977. Door deels ingrijpen van EMI haalde het hier de eerste plaats.
| Positie: | 18 | 5 | 2 | 2 | 1 | 4 | 10 | 18 | 32 | 38 | uit |

Nederlandse Nationale Hitparade
Smokie bleef Pussycat in deze lijst voor.
| Positie: | 20 | 10 | 3 | 2 | 4 | 5 | 12 | 17 | uit |

Vlaamse Ultratop 30
The Gibson Brothers met Non stop dance hielden Pussycat hier van de eerste plaats af.
| Positie: | 29 | 14 | 12 | 7 | 3 | 2 | 4 | 4 | 7 | 8 | 16 | uit |

Vlaamse BRT Top 30
| Positie: | 14 | 13 | 3 | 2 | 1 | 3 | 4 | 6 | 12 | 21 | uit |

NPO Radio 2 Top 2000
My Broken Souvenirs stond alleen in 2000 in de NPO Radio 2 Top 2000, op plek 1852.

### Andere landen
| Hitlijst      | Piekpositie | Aantal weken |
| ------------- | ----------- | ------------ |
| Nieuw-Zeeland | 1           | 20           |
| Zwitserland   | 7           | 8            |
| Oostenrijk    | 12          | 8            |
| Duitsland     | 22          | 10           |